# Habitatge a la plaça Joan Fuster, 2 (el Papiol)
L'Habitatge a la plaça Joan Fuster, 2 és una obra noucentista del Papiol (Baix Llobregat) inclosa a l'Inventari del Patrimoni Arquitectònic de Catalunya.

## Descripció
Habitatge ubicat en una de les cantonades de la plaça, estructurat en planta baixa i pis. És un dels edificis poster més notables de la localitat. A la planta baixa hi ha dues obertures, una finestra força gran i la porta d'entrada, ambdues arcs de mig punt. Al pis també trobem dues obertures, aquest cop allindades; donen a un balcó amb barana de ferro forjat amb motius ondulants. L'edifici és rematat per una cornissa motllurada sobre de la que trobem un petit frontó mixtilini amb testos amb flors als extrems i al centre, una esfera de pedra.